# Serveringsansvarig
Serveringsansvarig ska enligt alkohollagstiftningen övervaka alkoholservering och vara närvarande under hela tiden som servering sker om inte tillståndshavaren själv finns på plats. 
Den serveringsansvariga ska ha tillräcklig kunskap i alkohollagstiftningen för att kunna sköta sin uppgift, något som tillståndsinnehavaren ansvarar för att så är fallet. 
Flera personer med serveringsansvar kan finnas för samma tillstånd och tillståndshavaren bör i sådana fall meddela vem som för tillfället har huvudansvaret.
Tillståndshavaren ska meddela kommunen både när en ansvarig tillsätts samt när ett serveringsansvar upphör, till exempel när personen i fråga byter jobb.